# Siebenkapellenkirche

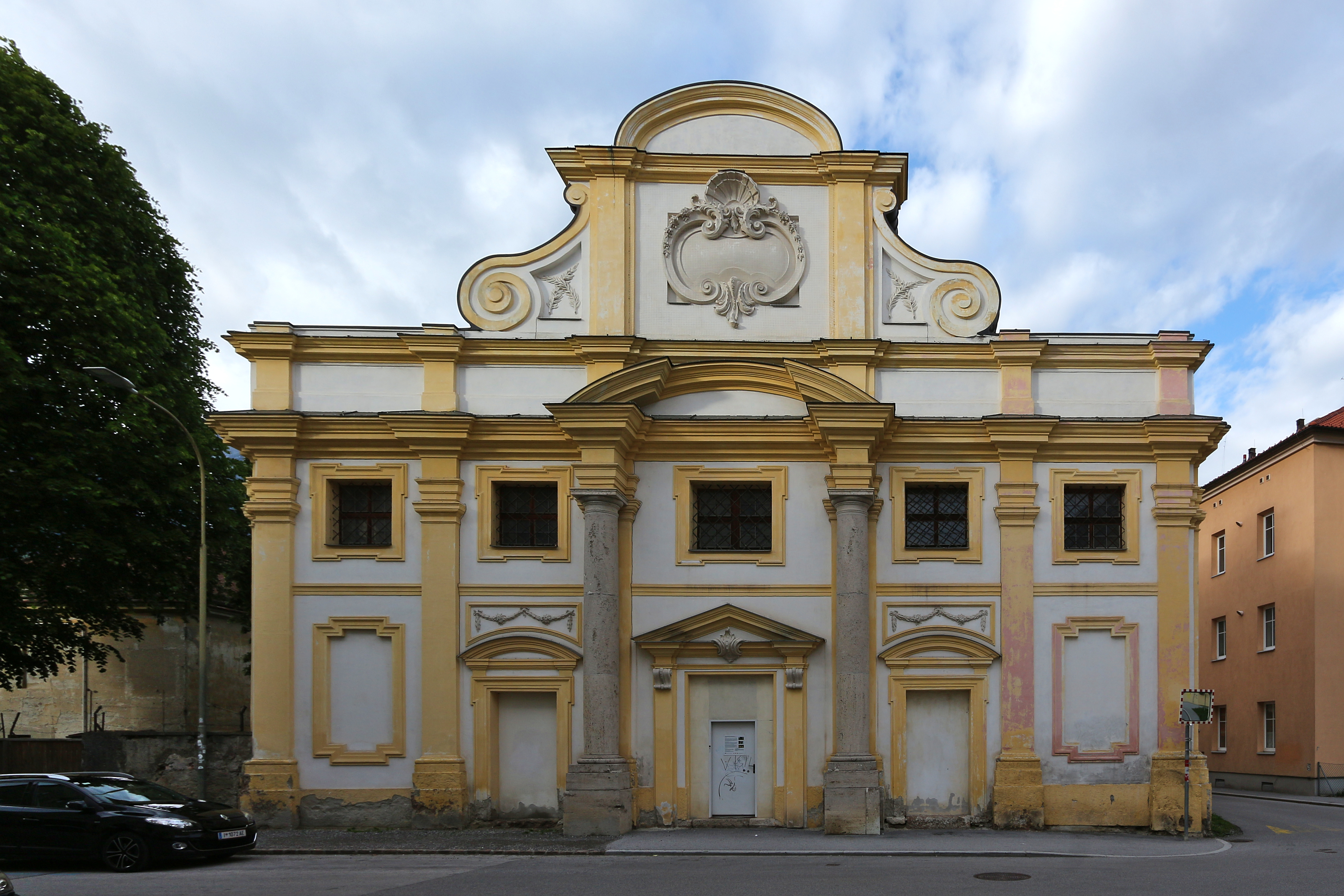
Eingangsfassade

Die Siebenkapellenkirche, auch Heiliggrabkirche oder Siebenkreuzkapelle, ist ein profaniertes Kirchengebäude im Innsbrucker Stadtteil Dreiheiligen-Schlachthof.

## Geschichte
Erzherzog Ferdinand II. ließ 1583–1584 im damals Kohlstatt genannten Gebiet nahe der Sill die Heiliggrabkirche nach dem Vorbild der Grabeskirche in Jerusalem mit sieben Stationskapellen errichten. Papst Gregor XIII. gewährte dafür der fürstlichen Familie einen Ablass, der 1696 von Papst Innozenz XII. auf die Allgemeinheit ausgedehnt wurde. 1670 wurde die Kirche durch ein Erdbeben schwer beschädigt und anschließend abgebrochen. Etwas versetzt wurde die Kirche 1676–1678 unter Verwendung von Steinen des Vorgängerbaus nach Plänen von Johann Martin Gumpp dem Älteren unter Baumeister Johann Baptist Hoffingott neu gebaut.
1786 wurde die Kirche im Zuge der Säkularisation unter Joseph II. profaniert. Die Innenausstattung wurde großteils an andere Kirchen abgegeben, ein viel verehrtes Votivbild des hl. Alexius wurde in die nahegelegene Dreiheiligenkirche übertragen. 1791 wurde das Gebäude versteigert, ab 1793 diente es als Magazin für das Militär, später als Kornlager. Von 1945 bis 1988 wurde es von der Österreichischen Post- und Telegraphenverwaltung als Lager genutzt. Seit dem Auszug der Post steht das Gebäude leer und wird nur gelegentlich für kulturelle Veranstaltungen, insbesondere Ausstellungen und Konzerte, genutzt. Von 1998 bis 2000 wurde die ziemlich heruntergekommene Kirche außen saniert.

## Beschreibung
Die Siebenkapellenkirche, stilistisch im Übergang vom Früh- zum Hochbarock, ist ein stark gegliederter, langgestreckter Bau auf einem trapezförmigen Grundriss. An den Seiten des Langhauses sind jeweils drei vorspringende Kapellen angeordnet, im Nordosten schließt der annähernd quadratische Chor an, dahinter liegt die Sakristei. Die fünfachsige Hauptfassade in der Sichtachse der Kapuzinergasse ist durch Pilaster in römisch-dorischer Ordnung gegliedert. Darüber befand sich ursprünglich ein Dachreiter. Bei der Renovierung 1998–2000 wurden zwei Türen vermauert und der Haupteingang verkleinert.
Der Innenraum führt mit der Abfolge der Kapellen als Stationen des Kreuzwegs auf das Heilige Grab als Mittelpunkt der Anlage zu. Durch den trapezförmigen Grundriss und ein abfallendes Gewölbe wird die perspektivische Wirkung noch gesteigert und eine größere Längenerstreckung des Raumes vorgetäuscht. Die ungewöhnliche und für den süddeutsch-österreichischen Raum vermutlich einmalige Raumkonzeption steht in der Tradition römischer Barockarchitektur. Die von Gabriel Kessler geschaffenen Fresken sind nicht mehr erhalten.

## Nutzung
Das denkmalgeschützte Gebäude ist im Besitz der Republik Österreich und wird von der Burghauptmannschaft Österreich verwaltet. Eine sinnvolle und angemessene Verwendung wird seit den 1920er Jahren diskutiert, besonders intensiv, aber bislang ergebnislos seit der Räumung durch die Post 1988. Die derzeitige fallweise Nutzung für Ausstellungen oder Konzerte ist nur als Zwischenlösung gedacht. 1993/94 gab es ein baukünstlerisches Gutachterverfahren zur Adaptierung des Gebäudes für eine Außenstelle des Salzburger Mozarteums. Andere Pläne sahen vor, die naturkundlichen Sammlungen des Tiroler Landesmuseums oder eine Erweiterung der Fakultät für Architektur der Universität Innsbruck unterzubringen. Die serbisch-orthodoxe Gemeinde, die damals die Kapelle der Siebererschule nutzte, hatte Interesse, das Gebäude zu übernehmen und wieder als Kirche zu nutzen, bekam aber 2019 die Herz-Jesu-Kirche in der Innenstadt überlassen.